# Susan's House
Susan's House är en låt och singel av Eels. Låten kommer från debutalbumet Beautiful Freak och släpptes på singel i maj 1997 som CD och 7"-vinyl.

## Låtlista
1. Susan's House
2. Stepmother (tidigare outgiven)
3. Manchester Girl (BBC Radio 1-version)